# Algodor
Algodor es una unidad poblacional perteneciente a Aranjuez (Comunidad de Madrid, España). Según el INE poseía en 2013 un total de 13 habitantes (7 varones y 6 mujeres). El núcleo se encuentra próximo al río del mismo nombre y situado en las inmediaciones de la ciudad de Toledo.

## Historia
El poblado surge en torno a la estación de ferrocarril del mismo nombre, de estilo neomudéjar, que hasta noviembre de 2005 estaba en funcionamiento en la línea Madrid-Toledo vía Aranjuez, si bien ha quedado prácticamente abandonada desde la entrada en servicio de la alta velocidad entre dichas ciudades. Hasta 1988, por esta estación discurrían también la línea 'directa' Madrid - Toledo vía Parla, y la línea Madrid-Ciudad Real vía Parla, Mora y Malagón (la ruta alternativa entre Madrid y Ciudad Real era vía Aranjuez y Alcázar de San Juan). Ambas líneas 'directas' quedaron igualmente suprimidas para la construcción de la Alta Velocidad entre Madrid, Ciudad Real y Sevilla, que entró en servicio en 1992. 
En la actualidad, una vez la estación de Toledo ha quedado comunicada exclusivamente con la de Atocha (no siendo ya posible llegar hasta Toledo desde Ciudad Real ni desde Aranjuez -ni, por tanto, desde Cuenca, Levante, Alcázar de San Juan o Andalucía-), la estación de Algodor se utiliza exclusivamente para apartar trenes de mercancías esporádicos o para cargar trenes de balasto. Asimismo, es punto de unión entre el ramal entre la estación de Castillejo-Añover y Algodor, y el ramal entre la estación de Villaluenga-Yuncler y Algodor, que son ocasionalmente utilizados para desviar trenes de ancho ibérico hasta los talleres de Renfe en Villaseca de la Sagra. 
Hasta los años 60, por el ramal entre Algodor y Villaluenga-Yuncler circulaban trenes de mercancías y pasajeros, fundamentalmente para dar servicio a la cementera Asland de Villaluenga de la Sagra, constructora original del ramal entre ambas estaciones, el cual servía de enlace entre la línea Madrid-Talavera de la Reina y las líneas que, con dirección Toledo, Aranjuez o Ciudad Real, pasaban por Algodor.
Por último, de manera esporádica, el Adif alquila las dependencias de la estación, pese a su creciente deterioro por falta de mantenimiento, para el rodaje de películas y series de televisión.
El poblado, fundamentalmente formado por antiguos ferroviarios, cuenta con una pequeña ermita y celebra su romería a mediados de marzo y sus fiestas patronales en agosto.